# Гунбао
Курица «гунбао» или «кунг пао» (кит. трад. 宮保雞丁, упр. 宫保鸡丁, пиньинь Gōngbǎo jīdīng, англ. Kung Pao chicken) — классическое блюдо сычуаньской кухни, изобретённое в провинции Сычуань в западном Китае. Это острое, обжаренное блюдо, приготовленное из филе курицы, которое порубили на кубики, арахисом, овощами и перцем чили. Как и большинство блюд сычуаньской кухни, это острое блюдо имеет ярко выраженный вкус.

## История
Изобретателем блюда считается Дин Баочжэнь (кит. 丁寶楨) — китайский сановник и известный гурман, живший во времена Цинской династии. Когда Дин Баочжэнь был губернатором провинции Шаньдун, у него на службе состояло более десяти поваров. Собиравшихся в его доме гостей он часто угощал блюдом собственного изобретения — обжаренными кусочками курицы. Позже, став наместником в провинции Сычуань, Дин Баочжэнь видоизменил своё блюдо, приспособив его к особенностям сычуаньской кухни — сделав его более острым и пряным.
Впоследствии рецепт этого блюда получил широкое распространение, и его начали готовить во многих ресторанах по всему миру. Поскольку Дин Баочжэнь занимал при императорском дворе должность гунбао — воспитателя наследника (буквально «дворцовый страж»), блюдо получило название «гунбао цзидин» (кит. 宮保雞丁), или «гунбао жоудин» (кит. 宮保肉丁), — «кусочки куриного мяса, приготовленные по рецепту гунбао».
Во время Культурной революции название блюда стало неполиткорректным из-за его ассоциации с Цинской империей. Блюдо было переименовано маоистами в «острый цыпленок» (кит. 糊辣鸡丁) до его политической реабилитации в 1980-х годах под руководством реформ Дэн Сяопина.

## Вариации блюда

### Сычуаньская версия
В оригинальной сычуаньской вариации в качестве основного ингредиента используется курица. Нарезанную кубиками курицу обычно смешивают с приготовленным маринадом. Шаосинское вино используется для усиления аромата маринада. Маринад заправляется в вок, а затем добавляют перец чили и горошины сычуаньского перца, которые обжариваются во фритюре для придания аромата маслу.
В провинции Сычуань или при приготовлении курицы Гунбао по-сычуаньски используются только сычуаньские перцы чили, такие как «небесный перец» или «перец семи звезд» (кит. 七星椒).

### Вариация из Гуйчжоу
В соседней провинции Гуйчжоу, к юго-востоку от Сычуани, есть вариация курицы Кунг Пао, приготовленной на основе ферментированной пасты чили сиба (кит. 糍粑辣椒) кухни Гуйчжоу. Как и в сычуаньской вариации, в блюдо входят маринованные кубики курицы, в то время как маринад в Гуйчжоу в основном такой же, как и в сычуаньской вариации, но куриные кубики крупнее и обычно с кожей.
Блюдо отличается ещё и тем, что вместо того, чтобы обжаривать целые перцы в масле, большое количество пасты обжаривается в воке до тех пор, пока масло не окрасится. Затем курицу обжаривают в полученном соусе с чесноком, имбирем и зелёным чесноком или зелёным луком.

### Западные вариации
Вариации, называемые курицей Кунг Пао, Кунг По или просто курицей с чили и чесноком на западе, состоят из нарезанной кубиками маринованной курицы, обжаренной с апельсиновым соком, имбирем, чесноком, куриным бульоном, сахаром, растительным маслом, кукурузным крахмалом, солью и перцем.
Можно добавить много других овощей, таких как лук, болгарский перец или морковь. Блюдо часто включает в себя или украшается целым жареным арахисом. Вместо курицы иногда заменяют на другое мясо, такое как свинина, утка, рыба или тофу.